# 縱橫棋
縱橫棋（Nex），是由葡萄牙人João Pedro Neto於2004年推出的六貫棋的變體。

11×11的縱橫棋棋盤

## 棋具
- 同六貫棋採用N*N的六角格棋盤。
- 分紅藍兩方，除每方棋子外，另有中立棋子。

## 規則
- 空秤開局。

- 每方回合需值行以下兩動作之一：
  - 下一枚己棋與一枚中立棋子在任兩個空棋位。
  - 將棋盤上任一枚己棋換成中立棋，以及另外兩枚中立棋換成己棋。

- 角落格的棋子被視為連接兩鄰邊。

- 紅方以己棋連結上下兩對邊為勝；藍方以己棋連結左右兩對邊為勝[2]。